# Холой (приток Витима)
Холой (бур. Хоолой  — «горло», здесь «приток, рукав (реки)») — река в Еравнинском и Баунтовском районах Бурятии. Правый приток Витима. Длина — 82 км.

## География
Холой берёт начало из озера Исинга на высоте 943 м над уровнем моря. В государственном водном реестре России ошибочно указано, что вытекает из озера Сойкота (Сайкота). Энциклопедический словарь Ф.А. Брокгауза и И.А. Ефрона указывает, что река вытекает из Большого Эровинского озера, что могло иметь место в прошлом. На всём протяжении течёт на северо-восток. Впадает в Витим по правому берегу у села Романовка на отметке менее 887 м над уровнем моря, в 1495 км от впадения Витима в Лену. В Романовке на автотрассе 81Р-002 Улан-Удэ — Романовка — Чита имеется мост через Холой. Ширина перед устьем — 10-20 м при глубине 0,3-1,5 м; скорость течения в низовьях составляет 0,3 м/с.

## Основные притоки
Указаны притоки длиной 20 км и более
| Название     | Расстояние от устья | Длина | Положение |
| ------------ | ------------------- | ----- | --------- |
| Талакан      | 6                   | 22    | правый    |
| Падь Телемба | 11                  | 26    | правый    |
| Субе         | 14                  | 41    | левый     |
| Урта         | 40                  | 21    | правый    |
| Дымшикта     | 41                  | 50    | правый    |
| Жэбхэн       | 49                  | 23    | левый     |
| Баян-Гол     | 50                  | 34    | левый     |
| Исташи       | 80                  | 28    | левый     |

## Данные водного реестра
По данным государственного водного реестра России и геоинформационной системы водохозяйственного районирования территории РФ, подготовленной Федеральным агентством водных ресурсов:
- Бассейновый округ — Ленский
- Речной бассейн — Лена
- Речной подбассейн — Витим
- Водохозяйственный участок — Витим от истока до водомерного поста у села Калакан